# آرتور لیش
آرتور لیش (آلمانی: Arthur Leesch; ۲۳ ژانویهٔ ۱۸۹۴ – ۱۹۵۵) بازیکن فوتبال اهل لوکزامبورگ بود.
وی همچنین در تیم ملی فوتبال لوکزامبورگ بازی کرده‌است.